# Ratusz kazimierski w Krakowie
Ratusz kazimierski – zabytkowy budynek znajdujący się na placu Wolnica 1 w Krakowie. Został zbudowany w XIV w. jako ratusz miasta Kazimierz dziś będącego częścią Krakowa.

## Historia
W roku 1335 na mocy przywileju Kazimierza Wielkiego zespół osad przykrakowskich na prawym brzegu Wisły uzyskał prawa miejskie. Zgodnie z przywilejem miasto nazwane zostało imieniem fundatora – Kazimierz. Przywilej lokacyjny określał też urbanistyczny plan nowego miasta, którego centrum stanowić miał kwadratowy rynek o długości boku 195 m (niemal dorównujący wielkością Rynkowi krakowskiemu). Pierwotną siedzibą władz miejskich był drewniany budynek, który stał na rynku obok jatek, kramów i straganów. Dopiero w roku 1414 przystąpiono do budowy murowanego gmachu ratusza. Fragmenty tej budowli widoczne są na parterze i w piwnicach budynku.
Przebudowano go w stylu renesansowym w 1528 r. i po 1557 r., kiedy to do budynku ratusza dodano skrzydło północne i wieżę nakrytą stożkowatym hełmem. W latach 1619–1620 zyskał on wygląd zewnętrzny, który z niewielkimi zmianami przetrwał do 1875 r. Właśnie wtedy rozpoczął też pracę zegar wieżowy, ufundowany przez kazimierską Radę Miejską, który funkcjonuje do dzisiaj, będąc najstarszym czynnym zegarem wieżowym Krakowa. Po pożarze w roku 1623 odnowiono ratusz nadbudowując piętro i wieńcząc gmach attyką typu krenelażowego.
Na przełomie wieków XVIII i XIX Kazimierz traci prawa miejskie, a następnie zostaje włączony w obręb Krakowa jako jedna z jego dzielnic. Budynek Ratusza pozbawiony właściwej funkcji popada w ruinę; w roku 1806 przeznaczony do rozbiórki zostaje wystawiony na licytację. W czasach Wolnego Miasta Krakowa (1815–1846) następuje zmniejszenie dawnego rynku kazimierskiego wskutek przedłużenia zabudowy ulicy Krakowskiej. W tym czasie ustala się również dzisiejsza nazwa placu – Wolnica. W roku 1829 ratusz zostaje przebudowany dla potrzeb szkoły przemysłowo-handlowej, a w drugiej połowie XIX wieku, po przejęciu go przez gminę żydowską, ulokowana została w nim szkoła powszechna, do której uczęszczała młodzież żydowska. W latach 1875–1876 budynek rozbudowano według projektu Stefana Żołdaniego. Rozebrana wtedy została malownicza przybudówka od strony północnej, a od strony południowej dobudowano nowe skrzydło o formach pseudo-renesansowych.

## Dzieje współczesne
Obecnie mieści się w nim Muzeum Etnograficzne, które wprowadziło się tutaj w 1947 r. W latach 1962–1966 budynek gruntownie odrestaurowano, przywracając mu głównie od północy pierwotny kształt. Wtedy też na fryzie przybyły sgraffita, wykonane przez Wacława Taranczewskiego, obecnie częściowo zachowane od strony wschodniej. Na wschodniej ścianie umieszczono w 1996 r. tablicę autorstwa Henryka Hochmana, upamiętniającą przyjęcie za czasów króla Kazimierza Wielkiego żydowskich uchodźców do Polski. Zastąpiła ona pierwotną płaskorzeźbę z 1906 r. umieszczoną na północnej ścianie ratusza, usuniętą przez Niemców w okresie okupacji w latach 1939–1945.

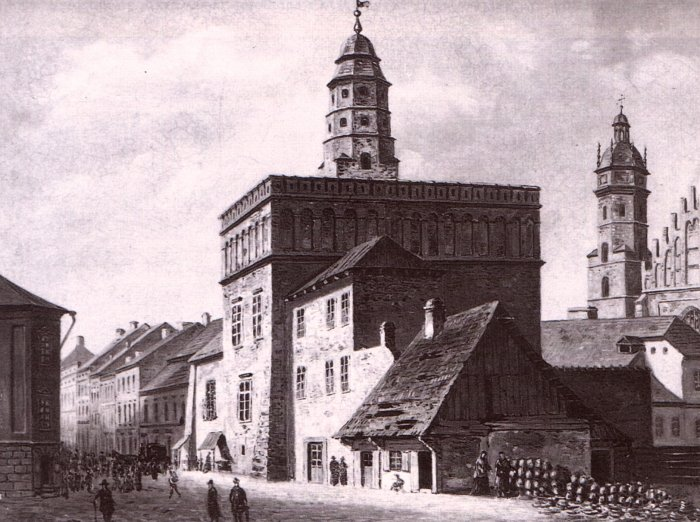
Ratusz kazimierski przed przebudową z lat 1875–1876. Dziś już nieistniejące, dobudowane domki są pozostałością sukiennic. Obraz Aleksandra Gryglewskiego sprzed 1876 roku.
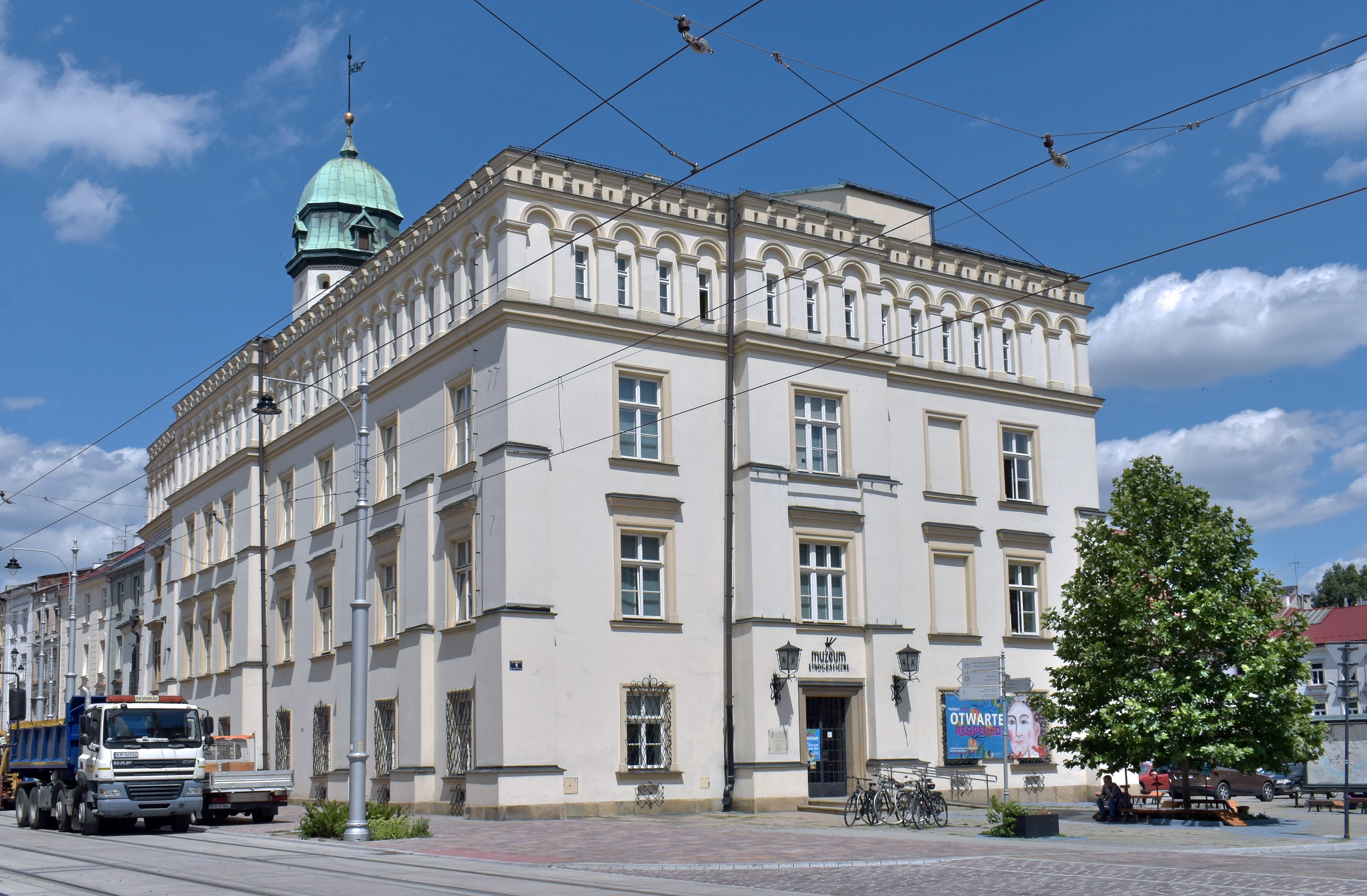
Obecny widok z ul. Krakowskiej. Wejście do Muzeum Etnograficznego.
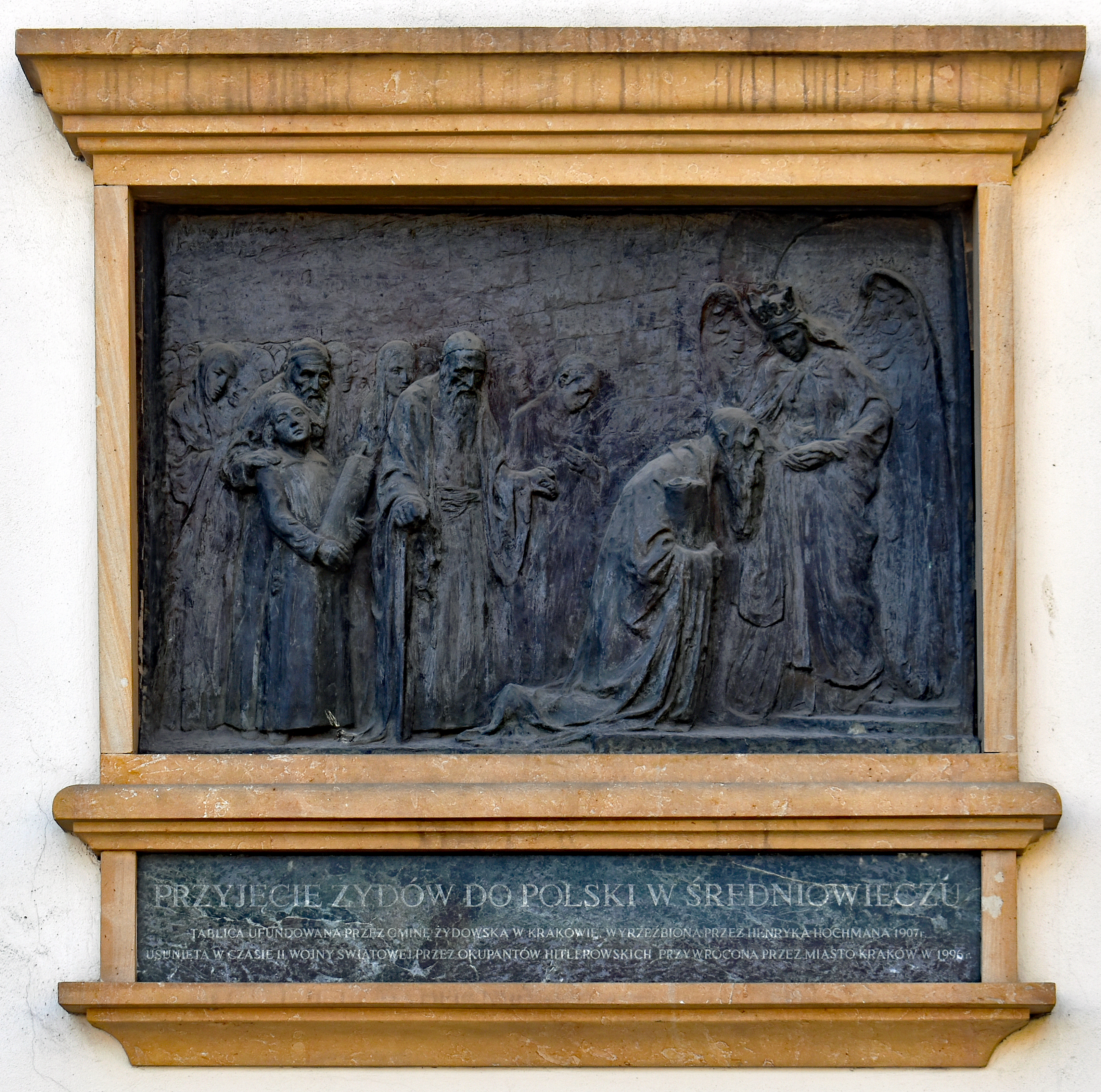
Przyjęcie Żydów do Polski w Średniowieczu, tablica pamiątkowa na ratuszu.